# Incorporealitat
La incorporealitat és "l'estat o la qualitat de ser incorpori o sense cos; immaterialitat; incorporealisme." Incorporal (grec: ἀσομαι) significa "No està compost de matèria; no té existència material."
La incorporació és una qualitat de les ànimes, els esperits i Déu en moltes religions, incloses les principals denominacions i escoles actuals de l'islam, el cristianisme i el judaisme. En la filosofia antiga, qualsevol matèria "prima" atenuada com l'aire, l'èter, el foc o la llum es considerava incorpòria. Els antics grecs creien que l'aire, a diferència de la terra sòlida, era incorpori, en la mesura que és menys resistent al moviment; i els antics perses creien que el foc era incorpori, ja que es deia que cada ànima n'havia produït. En la filosofia moderna, no es manté necessàriament una distinció entre allò incorpori i l'immaterial: un cos es descriu com a incorpori si no està fet de matèria.
En el problema dels universals, els universals són separables de qualsevol encarnació particular en un sentit, mentre que en un altre, semblen, tanmateix, inherents. Aristòtil va oferir un relat hilomorf de l'abstracció en contrast amb el món de les Formes de Plató. Aristòtil va utilitzar els termes grecs soma (cos) i hyle (matèria, literalment "fusta").
La noció que un cos incorpori pugui causar un efecte requereix la creença que alguna cosa pot afectar el que és material, sense existir físicament en el punt d'efecte. Una bola pot afectar directament una altra bola entrant en contacte directe amb ella, i és visible perquè reflecteix la llum que hi arriba directament. Un camp d'influència incorpori, o cos immaterial, no podria realitzar aquestes funcions perquè no tenen construcció física amb la qual realitzar aquestes funcions. Després de Newton, es va acostumar a acceptar l'acció a distància com un fet brut, i passar per alt els problemes filosòfics que implica fer-ho.

## Teologia
| «                                                                               | Les formes tradicionals de judaisme, cristianisme i islam concep Déu com una realitat immaterial i no física. Si "la incorporealitat de Déu" significa la negació que Déu és una realitat física, aleshores les tres religions monoteistes accepten la incorporealitat de Déu. Tanmateix, si seguim l'etimologia del terme i definim "incoporealitat" com "sense cos" (del llatí incorporale), el cristianisme fa excepció d'una estricta adhesió a la creença en la incorporealitat de Déu quan es tracta de l'Encarnació. Segons el cristianisme tradicional, en l'Encarnació, la Segona persona de la Trinitat... es va encarnar (el significat llatí d'incarnatus) i així, en cert sentit, va arribar a ser "amb cos". Tot i que aquesta afirmació fonamental sobre la unió de Déu i l'home al cor del cristianisme marca una sortida dramàtica d'una teologia transcendent radical de Déu segons la qual qualsevol unió d'aquest tipus és metafísicament impossible, no compromet els cristians a negar la immaterialitat de Déu. En el cristianisme tradicional, Déu Pare, Déu Esperit Sant i Déu Fill (a part de l'Encarnació) s'entenen clarament com a mancats d'estructura i composició material. A causa de la convicció compartida que Déu és immaterial, els cristians juntament amb els jueus i els musulmans s'han oposat històricament a les concepcions materials de Déu o de déus com es troba en l'estoïcisme, segons la qual Déu és un vast ésser material, una ànima o animal del món, i en el politeisme, segons el qual hi ha multitud de divinitats materials. La realitat immaterial de Déu també s'ha utilitzat per articular una diferència important entre el monoteisme i les versions del panteisme... segons les quals el món material és Déu o una part de Déu. | » |
| — Charles Taliaferro, "Incorporealitat" a A Companion to Philosophy of Religion | |   |